# Vila da Prata (Manaus)
Vila da Prata é um bairro do município brasileiro de Manaus, capital do estado do Amazonas. Localiza-se na Zona Oeste da cidade. De acordo com o censo do Instituto Brasileiro de Geografia e Estatística (IBGE), sua população era de 11 041 habitantes em 2010. Em 2017 sua população foi estimada em 13 052 habitantes.

## História e atualidade
Na década de 1970, a parte norte do bairro de São Jorge iniciava o processo de expansão com o advento da Zona Franca, então essas pessoas começaram a ocupar a faixa de terra denominada hoje Vila da Prata. Nesta época, a televisão chegava aos lares brasileiros com a exibição da novela Cavalo de Aço, com um enredo desenvolvido num lugarejo de nome Vila da Prata. Na realidade, durante vinte anos, a Vila da Prata não era nem vila e muito menos um bairro, mas foi acompanhando a evolução de seu vizinho, o São Jorge.
Com a construção dos primeiros barracos, surgiram também as primeiras ruas e becos. Ainda na década de 70, as velhas ruas de barro deram lugar para o asfalto e as antigas lamparinas e candeeiros substituídos pelos fios de alta tensão. Como conseqüência da construção de pontes e a pavimentação das ruas foram surgindo casas mais elaboradas, que hoje existem no bairro. Através de reivindicações à administração pública, o bairro começou um processo de urbanização que o levou a receber benefícios que não foram suficientes para atender toda a demanda. Moradores reclamam melhorias para o bairro, que segundo eles, apesar de ser próximo ao Centro, é muito esquecido pelo poder público.
O bairro até hoje se confunde com o São Jorge, sendo muitas vezes difícil saber aonde começa um e termina o outro, fazendo divisa com o Jardim dos Barés. Muitos pensam que Vila da Prata faz parte de São Jorge, mas não é verdade. A história de ambos se confunde quanto à época em que chegaram serviços elétricos, saneamento e água encanada, mas a Vila da Prata não é uma ramificação do São Jorge. Integra o bairro: a vila militar Marechal Dutra.
O bairro busca conquistas. Atualmente, Vila da Prata conta com uma pequena feira, que segundo moradores é precária, com uma quadra polivalente onde são realizados torneios desportivos e o festival folclórico do bairro, um Posto de Atendimento de Urgência, Associação de Moradores, Clube de Mães, a Escola Estadual Irmã Adonai Politi, a Escola Municipal Professor Joaquim Gonzaga Pinheiro, a Escola Muicipal Maria Madalena Correa, o Centro Educacional Sementinha do Saber e serviços essenciais como água encanada, luz elétrica e transporte coletivo, sendo atendido pelas linhas 102 e 118 da Via Verde.
Com relação ao comércio, o bairro possui um comércio pulverizado nas ruas principais, comportando alguns mercadinhos, drogarias, lojas, panificadoras, pizzarias, escolas municipais. A Vila da Prata dispõe de postos de saúde, porém não tem delegacia e nem mesmo uma agência dos Correios e lotéricas. O bairro que também tem como vizinho o bairro da Compensa, acompanha parte da Avenida Brasil e parte do Igarapé do Franco, que está sendo modificado com o processo de transformação promovida pelo Programa de saneamento do governo Estadual, que está retirando as famílias moradoras de palafitas nas margens do Igarapé do Franco. O que é um avanço na urbanização da cidade, basta saber se estas famílias vão ter condições de novas moradias.
Dados do bairro
- População: 13 052 habitantes, com densidade demográfica de 16.695,90 hab./km².[1]

## Localização
Localiza-se no centro da Zona Oeste de Manaus. Limita-se com os bairros de:
- São Jorge
- Compensa
- Santo Antônio

## Transportes
Vila da Prata é servido pela empresa de ônibus Via Verde Transportes Coletivos, com a linha 102.